# 1956-os magyar vívóbajnokság
Az 1956-os magyar vívóbajnokság az ötvenegyedik magyar bajnokság volt. A férfi tőrbajnokságot június 23-án rendezték meg, a párbajtőrbajnokságot június 30-án, a kardbajnokságot július 1-jén, a női tőrbajnokságot pedig június 24-én, mindet Budapesten, a kardbajnokságot a Nemzeti Sportcsarnokban, a többit a Vasas Pasaréti úti vívótermében.

## Eredmények
| Versenyszám          | Arany                                   | Arany | Ezüst                       | Ezüst | Bronz                         | Bronz |
| -------------------- | --------------------------------------- | ----- | --------------------------- | ----- | ----------------------------- | ----- |
| Férfi tőrvívás       | Somodi Lajos Bp. Dózsa                  |       | Gyuricza József Bp. Haladás |       | Kamuti Jenő Bp. Törekvés      |       |
| Férfi párbajtőrvívás | dr. Nagy Ambrus Bp. Honvéd              |       | Sákovics József Bp. Honvéd  |       | dr. Rerrich Béla Bp. Törekvés |       |
| Férfi kardvívás      | Gerevich Aladár Bp. Vörös Meteor        |       | Magay Dániel Bp. Törekvés   |       | Horváth Zoltán Bp. Vasas      |       |
| Női tőrvívás         | Kovács Lajosné Nyári Magda Bp. Törekvés |       | Sákovics Ilona Bp. Törekvés |       | Székely Tiborné Bp. Törekvés  |       |